# 135561 Tautvaišienė
135561 Tautvaišienė è un asteroide della fascia principale. Scoperto nel 2002, presenta un'orbita caratterizzata da un semiasse maggiore pari a 2,1789229 au e da un'eccentricità di 0,0796559, inclinata di 4,59046° rispetto all'eclittica. Appartiene alla famiglia di asteroidi Flora.
L'asteroide era stato inizialmente battezzato 135561 Tautvaisiene per poi essere corretto nella denominazione attuale.
L'asteroide è dedicato all'astronomo lituano Gražina Tautvaišienė.